# ARM Cortex-A53

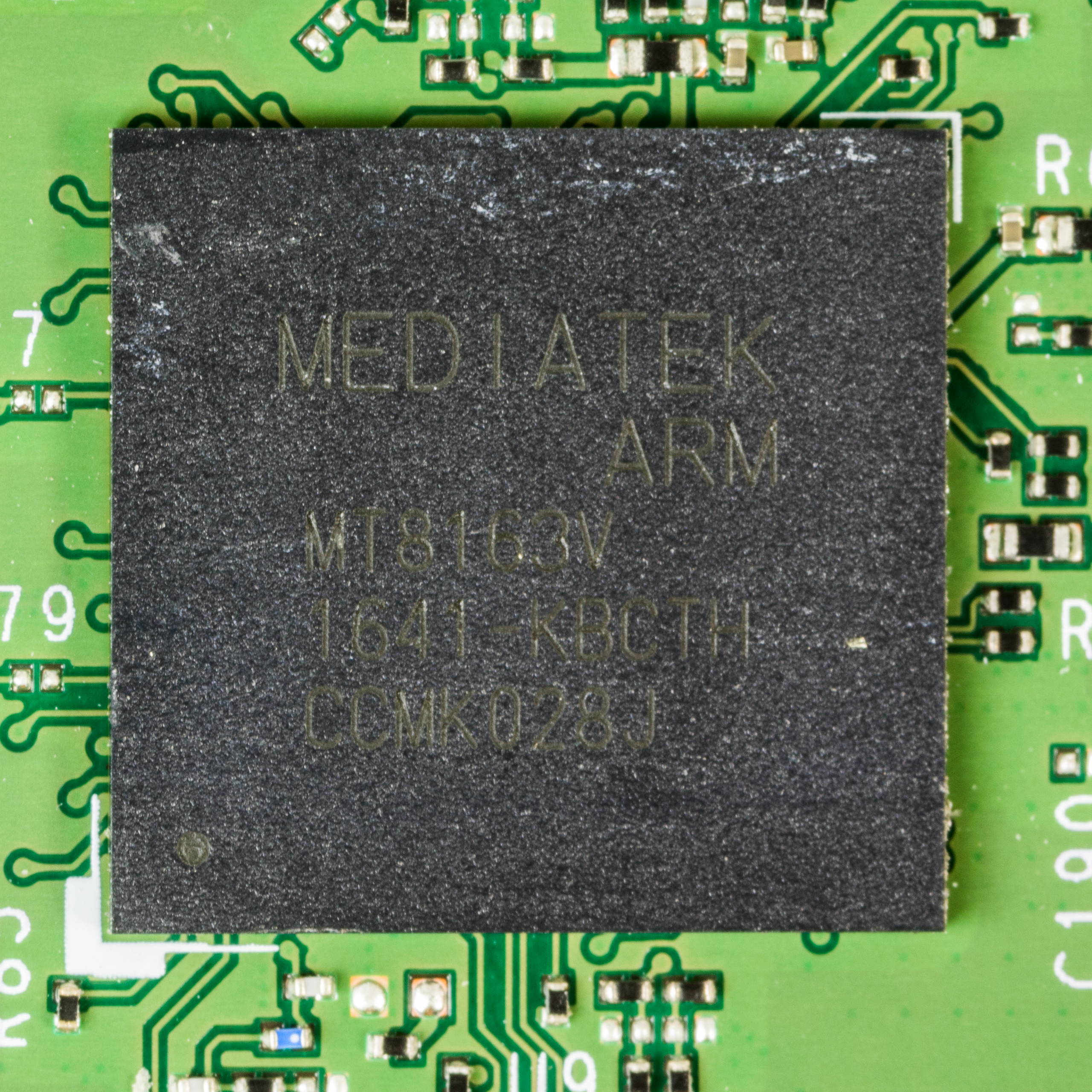
Processeur Cortex-A53 MPCore sur la carte mère de l'Amazon Echo Dot

Le Cortex-A53 est un modèle de microprocesseur implémentant le jeu d'instructions ARMv8-A 64 bits conçu par ARM Holding plc. Il s'agit d'un microprocesseur avec pipeline superscalaire à l’exécution in-order. Présenté en 2014, il est le premier de la série ARM Cortex-A50. C'est un processeur de type LITTLE (faible puissance et consommation, au sein du couple big.LITTLE d'ARM. Le Cortex-A57 sorti au même moment doit le compléter dans le rôle du big (forte puissance, mais aussi plus forte consommation).
Fonctions intégrées :
- Utilise l'architecture AArch64 64 bits ARMv8, mais est aussi compatible avec l'architecture AArch32 ARMv7 ;
- processeur à 8 niveaux de pipeline, comportant un pipeline superscalaire 2 voies à exécution dans l'ordre ;
- Chaque cœur comporte un DSP et une extension SIMD NEON ;
- Une unité de calcul flottant VFPv4 par cœur ;
- Support de la virtualisation matérielle ;
- Extensions de sécurité TrustZone ;
- Ligne de cache de 64 octets ;
- 10-entry L1 TLB et 512-entry L2 TLB ;
- Prédicteur de branchement conditionnel de 4 Kio, prédicteur de branchement indirect comportant 256 entrées.

## Référence
- (en) « Cortex-A53 », sur developer.ARM.com